# Sovinja Peč
Sovinja Peč este o localitate din comuna Kamnik, Slovenia, cu o populație de 29 de locuitori.